# The Sea Pirate
The Sea Pirate is een Frans-Italiaans-Spaanse piratenfilm uit 1966 van Sergio Bergonzelli en Roy Rowland. Het verhaal is gebaseerd op het leven van Robert Surcouf en verwerkt tot script door Guy Farell en uitgebracht door Arco films. Als oorspronkelijke titel had de film Surcouf, l'eroe dei sette mari.

## Rolverdeling
| Acteur              | Personage           |
| ------------------- | ------------------- |
| Gérard Barray       | Robert Surcouf      |
| Antonella Lualdi    | Margaret Carruthers |
| Terence Morgan      | Lord Blackwood      |
| Geneviève Casile    | Marie-Catherine     |
| Armand Mestral      | el capità Hans      |
| George Rigaud       | Franse admiraal     |
| Gérard Tichy        | Kernan              |
| Alberto Cevenini    | Garneray            |
| Giani Esposito      | Napoleon            |
| Fernando Sancho     | gevangene           |
| Antonio Molino Rojo | Andre Chambles      |
| Ivano Staccioli     | Decrees             |
| Aldo Sambrell       | zeeman              |